# 周汝誼
周汝誼 ，字賈生，號丹厓，上海松江府上海縣人，明朝政治人物、賜特用進士出身。
崇禎六年中舉人，善吟詠、作詩文。崇禎十五年賜進士，官興國知州，隔年致仕歸鄉，著有《楚吟》、《越吟》、《湖上草》等詩集。

## 家庭
- 父：周明琮，國子監生。
- 叔：周明琳，字鳴之，萬曆三十七年己酉科舉人，官長洲教諭。
- 女：周厘生，幼承庭訓，亦善吟詠，当世推為才女，著有《搴蘭閣小詠》前後二集。